# Francavilla Angitola
Francavilla Angitola (Fhrancavìja 'Ngìtula in calabrese) è un comune italiano di 1 801 abitanti della provincia di Vibo Valentia nell'entroterra collinare del Mar Tirreno, affacciato sulla valle dell'Angitola e sul lago artificiale dell'Angitola.

## Geografia fisica
L'antico paese giace allungato su una bassa dorsale a 290 m d'altitudine, stretta tra il torrente Fiumicello a levante ed il corso d'acqua del Drago- Talagone a ponente.
Francavilla gode di un clima mite grazie alla sua ubicazione in collina, molto vicino al litorale marino.
Visto dall'alto, il paese ha l'aspetto di un paese arroccato sulla collina, sembra assumere le sembianze di un drago, data la sua forma, o di un serpente benevolo (animale iconografico del Patrono S. Foca).

## Storia
Non vi sono testimonianze certe sull'origine del paese ma una tradizione secolare lega la fondazione di Francavilla Angitola alla vittoriosa campagna nell'Italia meridionale del generale bizantino Niceforo Foca il vecchio, che si distinse più di ogni altro comandante nel biennio 885-886, infatti in quel periodo i saraceni saccheggiavano i paesi lungo le coste attaccando anche gli abitanti, perciò la popolazione sopravvissuta ai massacri saraceni, si rrifugiarono in zone più interne e costruirono sui promontori diversi centri abitati. tra cui Francavilla, casale di Rocca Niceforo, poi Rocca Angitola, che ricordava nel nome il generale bizantino. Niceforo Foca è ricordato anche nella scelta del santo patrono, San Foca.   Il nome "Francavilla" è legato invece al privilegio di essere stato "paese franco", cioè libero da dazi e gabelle, in epoca feudale, ossia dopo la conquista normanna dell'Italia meridionale (XI secolo); la località era ricordata anche nel "Libro di Ruggero" del grande geografo arabo Al-Idrisi (metà del XII secolo).
La relativa libertà venne meno dopo la conquista angioina (Battaglia di Benevento (1266)). Francavilla divenne feudo dapprima dei Sangiorgio (1270), poi dei Sanseverino (1309). Sotto gli spagnoli venne data alla famiglia Hurtado de Mendoza la quale resse Francavilla fine alla fine della feudalità (1806). L'evento più drammatico in età moderna fu lo spaventoso terremoto del 1783 che distrusse completamente il paese. La ricostruzione fu motivo di controversie tra gli abitanti, c'era chi voleva riedificare il paese sulle macerie di quello andato perso e chi non approvava per paura questa idea, ma preferiva che il nuovo centro rinascesse nella pianura dello Ziopà ma così non fu. Dopo l'unificazione del Regno d'Italia, il paese assunse l'attuale denominazione, Francavilla Angitola.

## San Foca
Il protettore di Francavilla Angitola è San Foca Martire, festeggiato il 5 marzo e la seconda domenica di agosto. Egli era un soldato ma poi deposte le armi divenne un ortolano. Visse tra il I e il II secolo a Sinope. Fu condannato a morte per la sua fede cristiana. Ospitò i suoi carnefici, diede loro da mangiare e infine si scavò da solo la fossa per la sua sepoltura. Venne gettato in una fossa di serpenti velenosi ma ne uscì salvo, fu quindi poi decapitato.
Egli è protettore dei giardinieri, degli ortolani, dei marinai e di coloro che sono morsi da serpenti. Viene celebrato in estate, quando tutti gli originari di Francavilla Angitola hanno maggiore possibilità di tornare nel paese natale e festeggiare il Santo. Il suono della banda che percorre il paese fa da sveglia quella domenica mattina. In quel giorno il paese si popola di bancarelle e la sera la musica dal vivo accompagna i cittadini nelle loro passeggiate, fino ad arrivare alla mezzanotte, quando si assiste ai fuochi d'artificio. Molti credenti in segno di devozione offrivano al santo dei dolci a forma di serpente.
La statua del santo è raffigurata con un serpente d'argento tenuto nella mano sinistra, il quale lecca il mento di San Foca, nella meno destra invece ha una palma.

## Chiese
Passeggiando tra i vicoli di Francavilla Angitola possiamo ammirare tre chiese che meritano la nostra attenzione: la Chiesa del Patrono del paese San Foca Martire; la Chiesa della Madonna delle Grazie; la Chiesa della Madonna del SS Rosario.
La chiesa di San Foca Martire fu costruita nel medioevo ma anche questa subì i danni del terremoto che la distrusse. La riedificazione si concluse nel primo decennio dell'800, ma la chiesa non assumeva ancora l'attuale aspetto artistico ed architettonico. Le decorazioni vennero completate entro il 1850, così oggi possiamo ammirare la sacra chiesa dedicata al Patrono S. Foca. La facciata è in stile neoclassico, l'interno presenta tre navate divise da pilastri. Nella navata centrale vi è un pulpito in marmo policromo che poggia su quattro colonne su ordine corinzio. Il soffitto a volta è in legno con una tela centrale che ritrae il martirio del Santo Patrono. Lungo la navata destra è esposta la statua di Sant'Antonio , mentre su quella sinistra troviamo il fonte battesimale in pietra, l'altare della Madonna Addolorata, la tomba di Maria Concetta Mannacio, l'altare del Purgatorio.
La terza chiesa, di S. Maria delle Grazie si trova a Pendino, la parte più antica del paese, anche lei fu colpita dal terremoto e distrutta, venne ricostruita tra il 1791 e il 1793. Costituita da una sola navata, accoglie una statua della Vergine Maria.

## Le ricette tradizionali
La cucina di Francavilla spazia tra tantissimi sapori. Tra le specialità che riguardano gli ortaggi possiamo assaggiare la giardiniera di melanzane, i pomodori secchi imbottiti, i peperoni sotto sale e la salsa di pomodori prodotta artigianalmente. Vi sono anche alcune varietà di olive chiamate "alivi scacciati, ntaccati e 'nta giarra". Il peperoncino non può non avere un ruolo importante, quello verde viene usato per dare sapore alle insalate di pomodori, quello rosso invece viene seccato al sole e tritato per essere aggiunto nei piatti al forno.
Una tradizione è quella di uccidere il maiale allevato nella propria campagna, ricordando la cultura contadina, producendo i sazizzi, i supprassati, i capicoja e l'amata nduja.
I filatieji sono una tipica pasta fatta in casa con farina, acqua e un cucchiaio di olio, così chiamati perché vengono filati con i virguli, steli di sparto ormai secchi. Una volta composto l'impasto veniva steso e si iniziava a filare, ottenendo una sorta di grosso spaghetto. Il tipico condimento con il quale vengono mangiati è il sugo con le spuntature di maiale. 
Tra i fritti spiccano le polpette di melanzane e quelle di patate ed inoltre pipi e patati ovvero peperoni e patate. 
Non mancano i dolci, i già menzionati taraji preparati per la festa del Patrono.

## La pacchiana
La pacchiana è la donna del paese vestita generalmente con una gonna rossa con sopra una gunneja lunga 16 metri rigirata più volte per formare una coda, il panno poteva essere di vari colori, se la donna che lo indossava era spostata era rosso, se era marrone era nubile mentre se era nero significava che era vedova. Per la parte superiore era tipico indossare una camicia o sottana bianca.
Era un abbigliamento poco pratico e costoso, poco pratico perché ingombrante e la donna era limitata nei suoi movimenti, costoso perché prevedeva molti capi.
Quando si indossava l'abito della pacchiana era anche segno che era arrivato il momento per le giovani donne di far parte degli adulti, quindi si era pronte ad essere date in sposa, ovvero tra i 13 e i 15 anni.

## Monumenti e luoghi d'interesse
Monumento ai caduti della prima e della seconda guerra mondiale e della guerra dell'Africa orientale. Situato in piazza Santa Maria degli Angeli.

## Società

### Evoluzione demografica
Abitanti censiti

## Amministrazione
| Periodo          | Periodo        | Primo cittadino      | Partito                                  | Carica  | Note |
| ---------------- | -------------- | -------------------- | ---------------------------------------- | ------- | ---- |
| 16 novembre 1997 | 27 maggio 2002 | Foca Giuseppe Anello | L'Ulivo                                  | sindaco |      |
| 27 maggio 2002   | 28 maggio 2007 | Foca Giuseppe Anello | lista civica di centro-sinistra          | sindaco |      |
| 28 maggio 2007   | 7 maggio 2012  | Carmelo Nobile       | lista civica                             | sindaco |      |
| 7 maggio 2012    | 12 giugno 2017 | Antonella Bartucca   | lista civica Democrazia e partecipazione | sindaco |      |
| 12 giugno 2017   | 13 giugno 2022 | Giuseppe Pizzonia    | lista civica Cambiamo Francavilla        | sindaco |      |
| 13 giugno 2022   | in carica      | Giuseppe Pizzonia    | lista civica Lavoriamo per Francavilla   | sindaco |      |

Alle elezioni amministrative dell'11 giugno 2017 viene eletto sindaco Giuseppe Pizzonia (lista civica Cambiamo Francavilla) con 764 voti contro il candidato Nobile Carmelo (lista civica Insieme per Francavilla) che raggiunge 530 voti.